# Typhon (motorfiets)
Typhon is een historisch merk van motorfietsen.
N.V Motorcykelfabriken Typhon, Göteborg (1949-1951).
Zweeds merk dat 198 cc tweetakten maakte die waren geconstrueerd door de beroemde Folke Mannerstedt (zie Excam).